# فاین لاین فیچرز
فاین لاین فیچرز، بخش فیلم‌های تخصصی نیو لاین سینما بود. از سال 1991 تا 2005، تحت مدیریت ایرا دویچمن، بنیانگذار و رئیس،  فاین لاین فیلم‌های مستقل  را خریداری، توزیع و بازاریابی می‌کرد.  نیو لاین در سال 2005 با شرکت تابعه تایم وارنر و اچ‌بی‌او، برای تشکیل پیکچرهاوس همکاری کرد. 
در بیشتر موارد شرکت برادران وارنر صاحب حق پخش فیلم‌های شرکت فاین لاین فیچرز است.